# Bolzentreppe

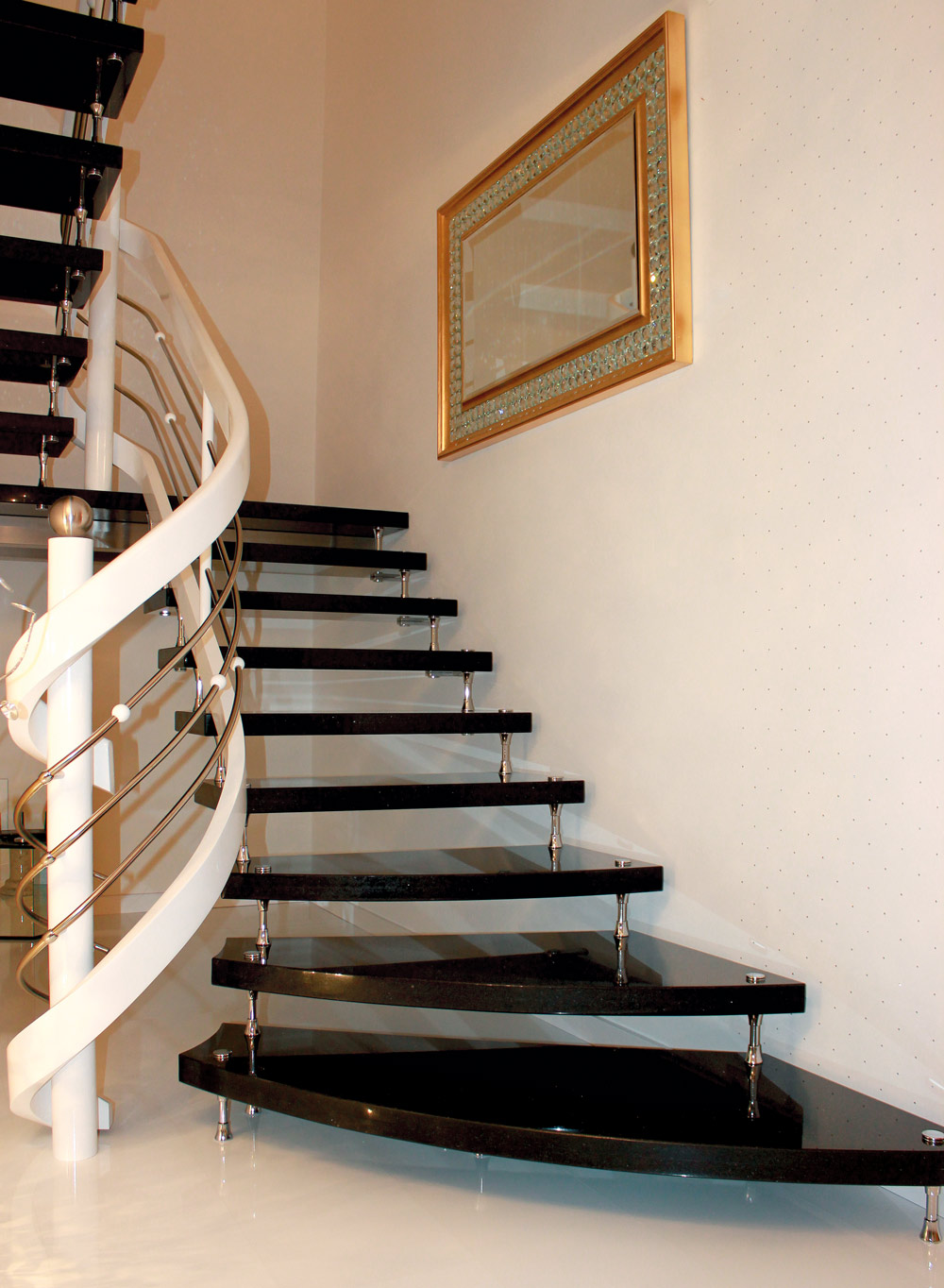
Freitragende Bolzentreppe mit Granitstufen

Eine Bolzentreppe (süddt. und österr. Bolzenstiege oder freitragende Stiege), auch als Tragbolzentreppe, freitragende oder freihängende Treppe bekannt, zeichnet sich durch ihre filigrane Bauweise aus. Bolzentreppen können aus Glas, Holz, Stein oder Metall gebaut werden. Die Bezeichnung  Bolzentreppe stammt von der Befestigungsart dieser Art von Treppen. Die Stufen  werden mittels Bolzen untereinander verbunden. Bei freitragenden Bolzentreppen aus Granit oder Holz werden die Treppenbolzen zusätzlich mit Wandankern am Mauerwerk befestigt.

## Aufbau
Eine freitragende Bolzentreppe benötigt keine Stahlkonstruktionen als Unterbau. Sie besteht einzig aus Trittstufen, Treppenbolzen und Wandankern. Die Stufen einer Bolzentreppe werden mit gummigelagerten Bolzen direkt im Mauerwerk befestigt. Zwischen den einzelnen Treppenstufen befinden sich einzelne Tragbolzen aus Metall oder Holz, das heißt, dass keine zusätzlichen Wangen wie bei anderen Treppen benötigt werden.

## Typen
Es wird in geradeläufige und gewendelte Bolzentreppen unterschieden. Bei geradeläufigen haben alle Stufen gleiche Form und Auftrittbreite. Gewendelte Bolzentreppen haben unterschiedlich große Auftritte (Treppenstufen).

## Bolzentypen

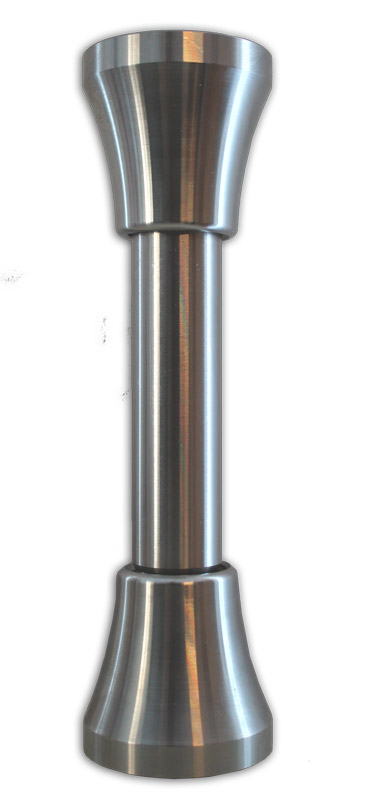
Bolzen für Bolzentreppen in reinem Edelstahl Typ 27
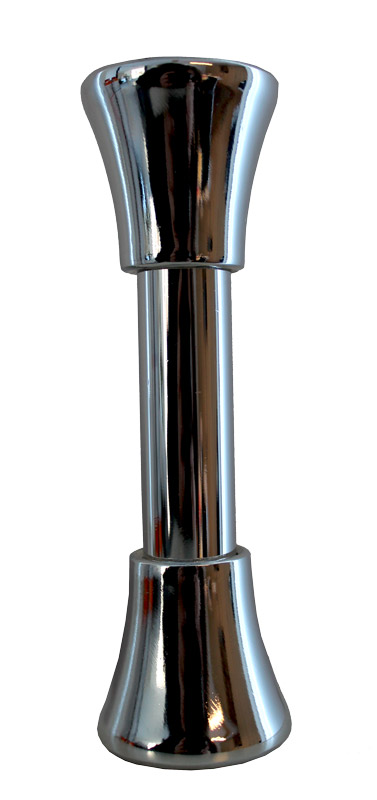
Bolzen für Bolzentreppen verchromt Typ 27

Die Typisierung der Bolzen richtet sich nach der Steigung bzw. nach dem Abfall der Treppe. Der am meisten verwendete Bolzentyp aus Metall ist der Typ 27.
In Einfamilienhäusern kommen meistens wandfreie (WF) Zweibolzentreppen mit zwei Treppenbolzen zum Einsatz. Des Weiteren kommen auch wandeingebundene Bolzentreppen (WE) mit einem Treppenbolzen im Treppenauge (WE1) zum Einsatz.